# Klotzsche
Klotzsche est un quartier de Dresde, en Allemagne, situé à environ sept kilomètres au nord du centre-ville de Dresde, la capitale de la Saxe.

## Géographie
Klotzsche est établi en lisière de la zone forestière Dresdner Heide (de), à une hauteur de 198 m au-dessus du niveau de la mer. 

## Histoire
Le village est fondé par des colons slaves et est pour la première fois mentionné en 1309. Klotzsche est érigé en 1935 au rang de ville puis est incorporé à Dresde le 1er juillet 1950.

## Transporst
Le quartier est desservi par les lignes de chemin de fer Dresde-Görlitz et Dresde-Königsbrück ainsi que par le S-Bahn vers l'aéroport de Dresde et la ligne 7 du tramway. La gare est dénommée gare de Dresden-Klotzsche (de).